# Бадія-Павезе
Бадія-Павезе (італ. Badia Pavese, п'єм. Badia Pavese) — муніципалітет в Італії, у регіоні Ломбардія, провінція Павія.
Бадія-Павезе розташована на відстані близько 440 км на північний захід від Рима, 45 км на південний схід від Мілана, 26 км на схід від Павії.
Населення — 385 осіб (2014).

## Демографія
Населення за роками:

Станом на 1 січня 2023 року в муніципалітеті офіційно проживало 58 іноземців з 10 країн, серед них 33 громадяни країн Євросоюзу.

## Сусідні муніципалітети
- Кіньоло-По
- Монтічеллі-Павезе
- П'єве-Порто-Мороне
- Санта-Кристіна-е-Біссоне